# Двутавр

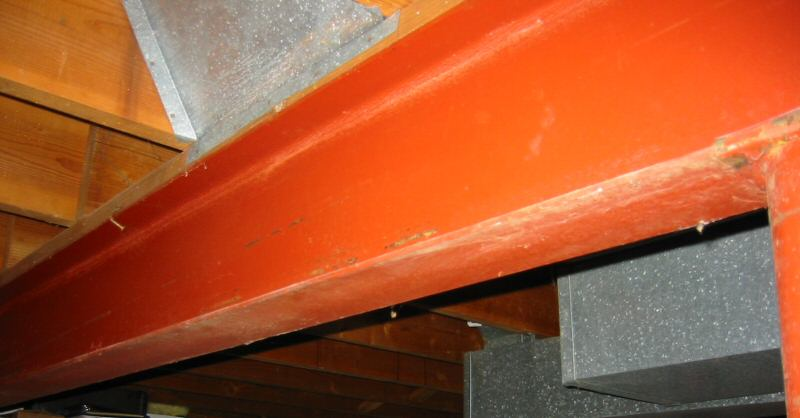
Двутавровая стальная балка в основании первого этажа строения

Двута́вр — стандартный профиль конструктивных элементов из чёрного проката или дерева, имеющий сечение, близкое по форме к букве «Н». Балка двутаврового профиля в 30 раз жёстче (на прямой изгиб) и в 7 раз прочнее балки квадратного профиля аналогичной площади сечения, что превосходит прочность швеллера. Однако устойчивость двутавра к скручиванию очень мала (как и у других открытых сечений: швеллера, уголка), примерно в 400 раз меньше, чем у круглой трубы такого же сечения. Также низка прочность двутавра на косой изгиб, из-за чего для балок, работающих на косой изгиб, нужно использовать кольцевое сечение (труба). 
Название происходит от лат. taurus («бык»), поскольку двутавровые балки — «двурогие» по обеим сторонам. В английском языке используемый термин I-beam (или H-shaped), в польском и немецком чаще используют термины, аналогичные double-T.

## Общие характеристики

### Размеры двутавров
Двутавры, согласно ГОСТ Р 57837-2017 «Двутавры стальные горячекатаные с параллельными гранями полок. Технические условия», по соотношению размеров и условиям работы делят на следующие типы: балочные (нормальные и широкополочные), колонные, свайные, образцы дополнительной серии. По точности двутавры классифицируют на образцы типа А (высокая точность) и образцы типа В (обычная точность).
Стандартные размеры по ГОСТ Р 57837-2017 варьируются в следующих диапазонах:
- высота двутавра (h) — 100—780 мм;
- ширина полки (b) — 55—435 мм;
- толщина полки (t) — 5,1—146 мм;
- толщина стенки (s) — 3,8—96 мм.

По точности прокатки двутавры с уклоном внутренних граней полок классифицируют на образцы типа Б (повышенная точность) и образцы типа В (обычная точность). Уклон внутренних граней полок должен быть в пределах 6—12%.
Двутавры всех типов изготавливают длиной 4—12 м, по согласованию с потребителем допускается изготовление образцов длиной больше 12 м.

### Масса двутавров
Масса двутавра зависит от номинальной площади его поперечного сечения и длины. При расчётах веса используют среднюю плотность стали, которая составляет 7850 кг/м³. Масса рассчитывается по формуле:
m = p × V, где p — это средняя плотность стали, V — объём двутавра.
Объём двутавра рассчитывается по формуле:
V = FH × h, где FH — это номинальная площадь поперечного сечения, h — длина двутавра.
Согласно ГОСТ Р 57837-2017, масса одного погонного метра стального нормального балочного двутавра в зависимости от номера профиля варьируется от 8,1 до 194,8 кг, широкополочного двутавра — от 24,4 до 518,3 кг, колонного двутавра — от 26,8 до 1332 кг.

## Типы металлических двутавровых балок

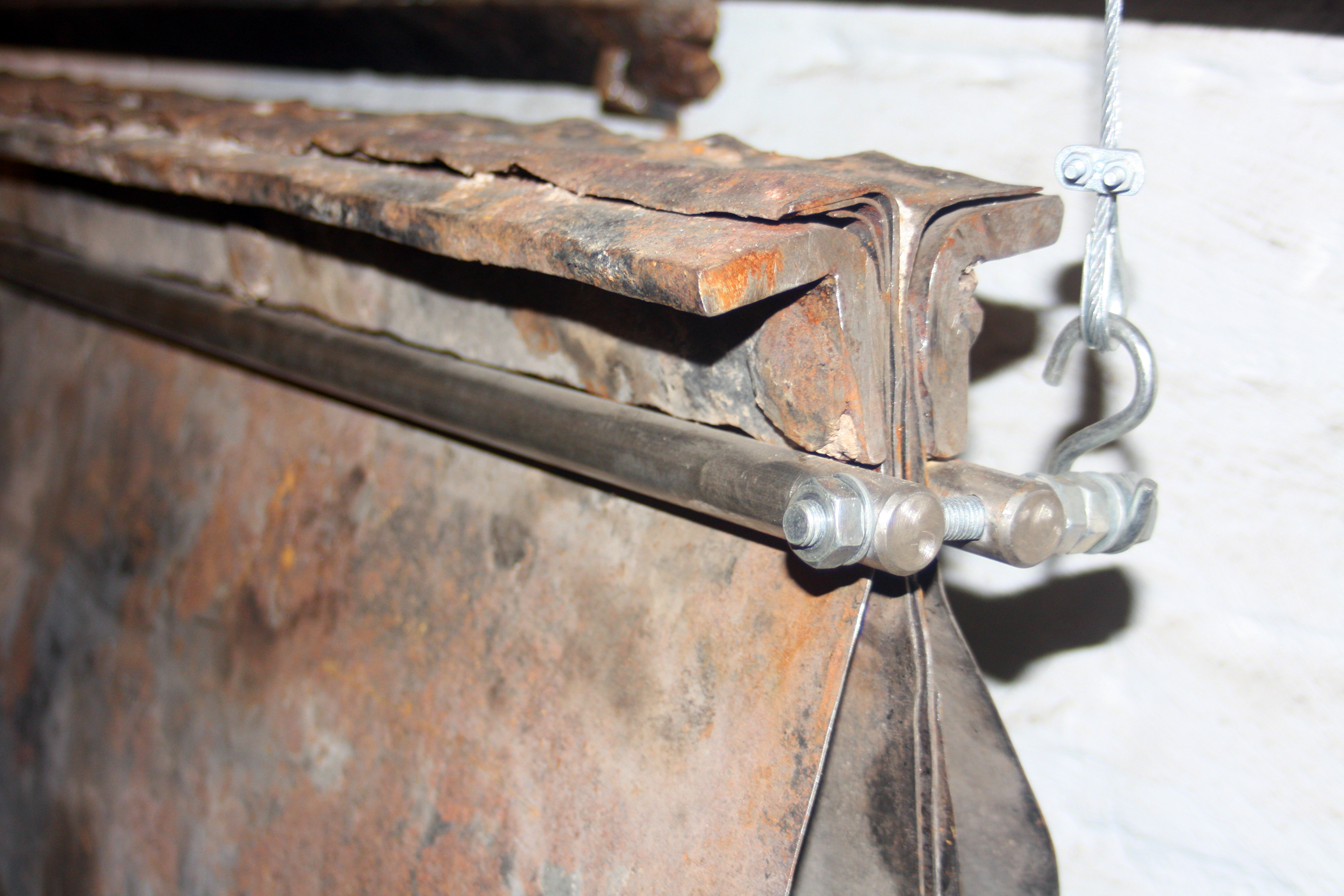
Двутавровая эллиптическая балка инженера Кларка

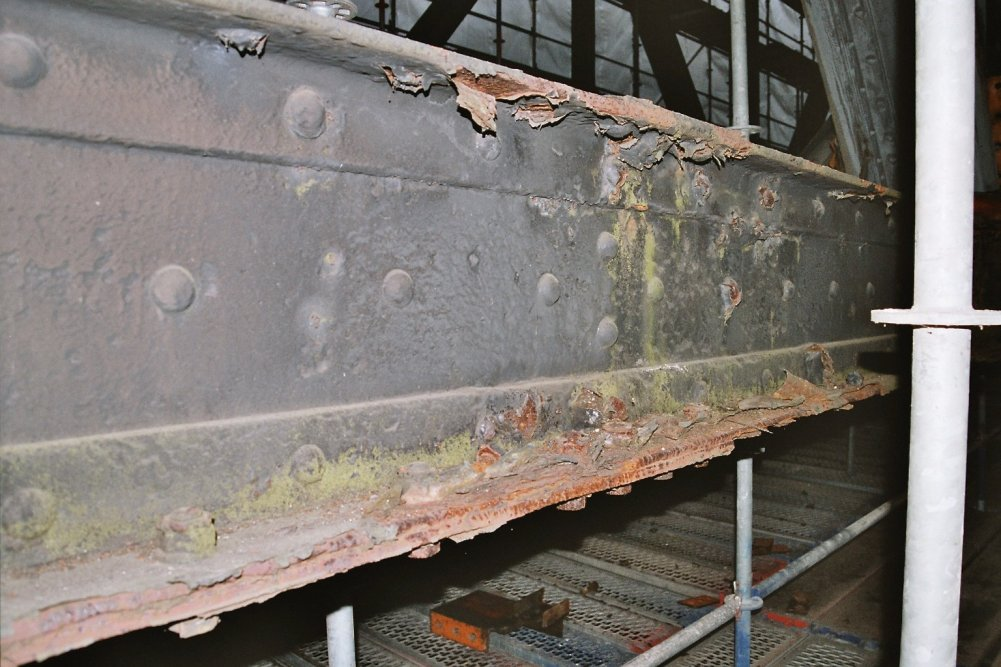
Ржавая клёпаная стальная двутавровая балка

Двутавровая металлическая балка широко применяется в строительстве перекрытий и мостовых сооружений. Также стальные двутавровые балки часто используются для армирования шахтных стволов, в автомобильной промышленности и вагоностроении.
В США чаще всего используют балки с широкими полками (wide-flange (WF) shape).
Максимальная нагрузка на двутавровые балки по стандарту ASTM:
- A36 — до 36 ksi;
- A572 — от 42 до 60 ksi (обычно 50 ksi);
- A992 — от 50 до 65 ksi.

Номер профиля обозначает высоту сечения, например, двутавр с номером профиля 20 имеет высоту сечения 20 см.
Помимо прочего, двутавровые балки бывают:
- нормальными — обозначение символом «Б»;
- широкополочными — обозначение «Ш»;
- колонными — обозначение буквой «К»;
- свайные — обозначение буквой «С».

В странах Европейского Союза двутавровые балки отличаются размерами от двутавровых балок, изготовленных согласно ГОСТ. В Европе наибольшее распространение имеют широкополочные балки типов HEA, HEB, HEM, а также нормальные стальные двутавры типа IPE (с параллельными гранями полок) и IPN (с уклоном внутренних граней полок). Данные двутавры производятся согласно нормам DIN 1025, EN 10034. Самые распространённые марки стали, из которых производятся европейские двутавры, — S235JR, S235J0, S235J2, S275JR, S275J0, S355JR, S355J0, S355J2, S355K2, S450J0

## Деревянная двутавровая балка

Схема деревянной двутавровой балки

Двутавровая деревянная балка применяется в каркасном домостроении. Применение деревянных двутавровых балок в перекрытиях в каркасном домостроении позволяет:
- сократить затраты на устройство фундаментов;
- ускорить сроки строительства;
- значительно снизить общий вес здания.

По сравнению с использованием простых балок в строительстве, использование двутавровых балок позволяет избежать таких проблем, как усадка, усушка, сдвиги, трещины, скрип готового строения и прочее.

## Составная Дерево-металлическая балка ХТС

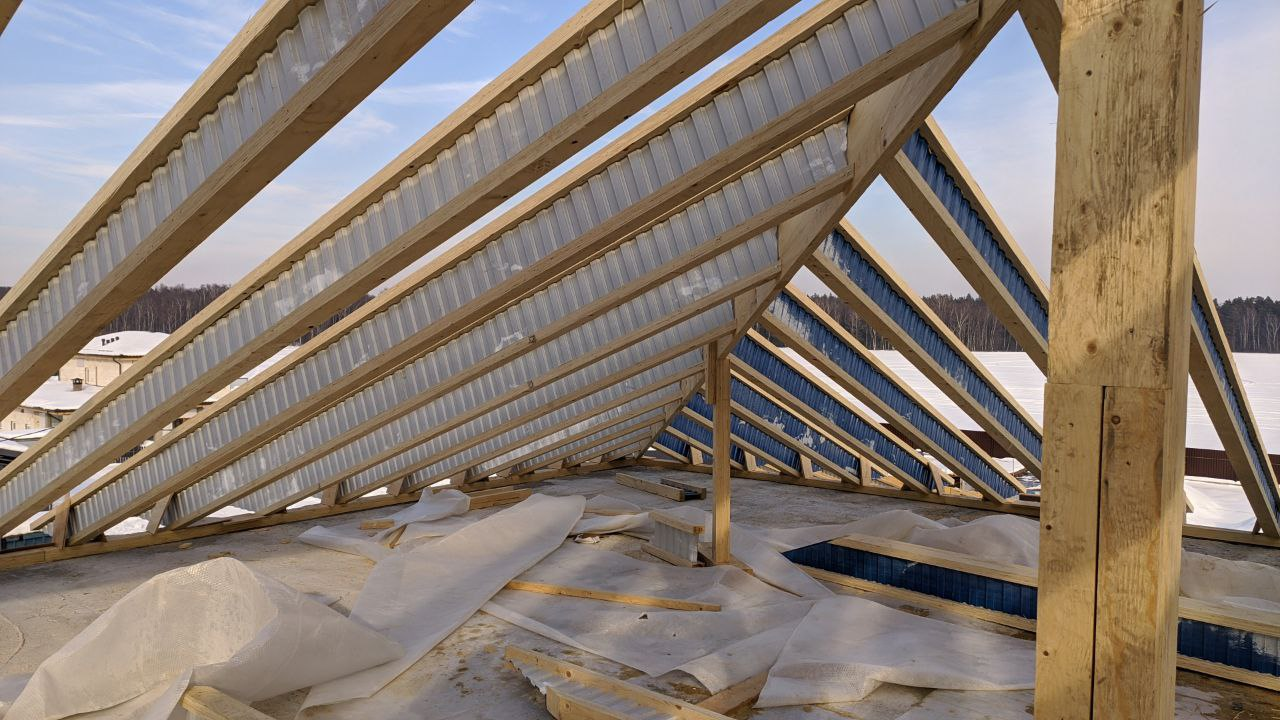
Один из примеров использования ХТС балки

Полки составной дерево-металлической балки ХТС изготавливаются из высококачественной химически защищенной древесины с минимумом клееных соединений или ЛВЛ-бруса. Поперечную нагрузку обеспечивает стенка из профилированной стали. Применяется в каркасном домостроении.
Составные дерево-металлические балки ХТС Применяются для межэтажных перекрытий стропильных конструкций в строительстве.
- Силовой каркас из ХТС - Балок обеспечивает легкость и жесткость конструкций капитального строения
- благодаря высокой прочности есть  возможность создания больших помещений свободной планировки без излишних опор до 24 метров
- за счет небольшого веса нет необходимости использования тяжелой подъемной техники.